# Зиновьев, Евгений Александрович (биолог)
Евге́ний Алекса́ндрович Зино́вьев (5 июля 1938, Пермь — 30 октября 2020, там же) — российский ихтиолог, доктор биологических наук (2006), почётный работник высшего профессионального образования Российской Федерации (2012), заслуженный профессор Пермского университета (2017).

## Биография
Родился в семье биологов. Окончил школу № 37 г. Молотова в 1955 году. В 1956 году поступил на биологический факультет Пермского государственного университета и в 1961 году окончил его. В 1960—1965 годах работал в Естественнонаучном институте при ПГУ вначале лаборантом, затем младшим и старшим научным сотрудником, фактически выполняя обязанности заведующего лабораторией ихтиологии и гидробиологии (позднее- комплексных исследований водохранилищ).
В 1965 г. перешёл на кафедру зоологии позвоночных ПГУ ассистентом. После защиты кандидатской диссертации «Хариус бассейна реки Камы» (1967) работал на кафедре в качестве старшего преподавателя, с 1971 года — доцента. В 1972—2015 годах — заведующий кафедрой зоологии позвоночных. В 2005 году защитил докторскую диссертацию в форме научного доклада «Экология и систематика хариусовых рыб Евразии», в 2007 году присвоено звание профессора.
Многие годы читал курсы «Введение в специальность», «География рыб», «Промысловая ихтиология», «Общая ихтиология», «Частная ихтиология», «Основы регионального кадастра и мониторинга», руководит выполнением курсовых и выпускных квалификационных работ, летней производственной практикой. Под руководством Е. А. Зиновьева выполнены и успешно защищены 7 кандидатских диссертаций.

## Научная деятельность
Область научных интересов — морфология, биология, систематика, токсикология рыб. Участник и организатор многочисленных экспедиций по камским водохранилищам и их притокам. Исследовал ихтиофауну более 180 рек Прикамья, 120 популяций хариуса — основного объекта своих исследований. Организовал более 100 экспедиций в различные районы Евразии, во многих из которых участвовал лично.
Организатор более 10 научно-практических конференций; свыше 45 лет — редактор научных сборников ихтиологов и гидробиологов; основатель серии «Биология и экология рыб Прикамья» (2003—2015).

## Основные работы
Автор и соавтор более 370 научных публикаций, в том числе 26 коллективных и личных монографий. Автор книг или их разделов:
- «Животный мир Прикамья» (1968)
- «Животный мир заказника Предуралье» (1984)
- «Рыбы Пермской области» (1991)
- «Животные Прикамья» (2001)
- «Фауна и экология рыб Прикамья: история изучения и библиография» (2001)
- «Сокровища Пермского края» (2005)
- «Животный мир Вишерского края» (2004)
- «Ихтиологический кадастр и мониторинг водоемов Краснокамского района» (2006)
- «Условия возникновения гидрологического риска на водных объектах Пермского края» (2006)
- «Определитель позвоночных Пермского края» (2008)
- «Экология хариусов Пермского Прикамья» (2012).

## Награды и звания
Награждён медалью «Ветеран труда», нагрудным знаком «Почётный работник высшего профессионального образования Российской Федерации».
Трижды являлся лауреатом конкурса на лучшую научно-исследовательскую работу ПГУ. Заслуженный профессор Пермского университета (2017).